# (8185) 1992 WR2
A (8185) 1992 WR2 a Naprendszer kisbolygóövében található aszteroida. Ueda Szeidzsi, Kaneda Hirosi fedezte fel 1992. november 18-án.